# Lophoptera squamulosa
Lophoptera squamulosa är en fjärilsart som beskrevs av Saalmüller 1880. Lophoptera squamulosa ingår i släktet Lophoptera och familjen nattflyn. Inga underarter finns listade i Catalogue of Life.